# Convento della Madonna degli Angeli
Il convento della Madonna degli Angeli è un edificio in rovina a Scarlino, nella provincia di Grosseto, si trova poco fuori del centro storico, non lontano dalla Porta Senese che si apre lungo il lato nord-orientale delle mura.

## Storia
Nel tardo XIII secolo furono costruite due strutture, denominate "spedali", nel luogo in cui venne in seguito costruito il complesso religioso; i fabbricati primordiali furono realizzati sia per scopi assistenziali che per ospitare temporaneamente i pellegrini che transitavano nel territorio di Scarlino.
Nella seconda metà del XVI secolo fu decisa la realizzazione di una più ampia struttura che ospitasse un convento ed una chiesa, nel luogo in cui sorgevano i due spedali di origini duecentesche. Il complesso religioso fu voluto fortemente dalla principessa Isabella Mendoza, dopo essere rimasta vedova per la morte del principe Alessandro Appiani di Piombino, suo marito. I lavori di costruzione furono ultimati nel 1585 ed il complesso religioso divenne sede dell'ordine degli agostiniani, che fino ad allora gestiva il non lontano convento presso la chiesa di San Donato.
Per cause incerte, la struttura religiosa fu abbandonata nel corso dei secoli successivi, tanto da risultare già in pessime condizioni nella prima metà del XIX secolo.
Nel 2008 ha avuto inizio un intervento di restauro conservativo degli imponenti ruderi del complesso.

## Descrizione
Il convento della Madonna degli Angeli si presenta sotto forma di ruderi, tra i quali è ben identificabile l'antica chiesa che si sviluppa a pianta rettangolare, con i fianchi laterali, la facciata anteriore e l'area absidale che presentano le strutture murarie esterne rivestite in pietra.
L'edificio religioso è rimasto privo del tetto di copertura, a seguito del lunghissimo periodo di abbandono. Sulla facciata anteriore della chiesa sono visibili i resti di un portale rettangolare modanato e architravato che si apre in posizione centrale ed è affiancato da aperture quadrangolari che consentivano la sosta per la preghiera anche dall'esterno; al centro della parte superiore della medesima facciata sono visibili i resti di un rosone circolare. Nella parte interna del luogo di culto sono state rinvenute tracce di stucchi barocchi, riconducibili quasi certamente ad altari e decorazioni con cui venne arricchita la chiesa tra il Seicento e il Settecento.
Lungo la parete esterna nord-orientale è visibile un'iscrizione che ricorda l'anno di consacrazione del complesso religioso.